# Lurdusaurus arenatus
Lurdusaurus arenatus es la única especie conocida del género extinto Lurdusaurus ("reptil pesado") de dinosaurio ornitópodo iguanodóntido, que vivió a mediados del período Cretácico, hace aproximadamente entre 121 y 112 millones de años, en el Aptiense, en lo que hoy es África.

## Descripción

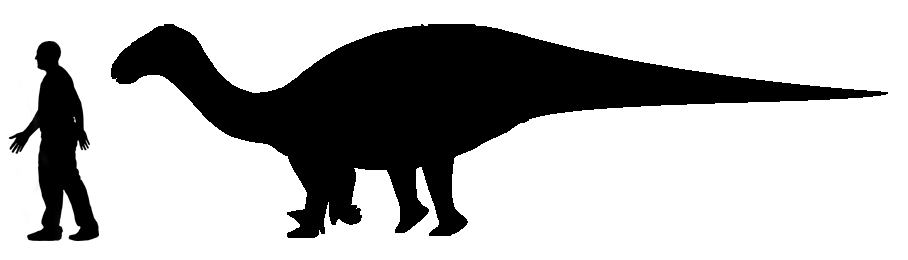
Tamaño comparativo.

A Lurdusaurus arenatus se lo ve como que tenía una semejanza superficial al gigante megaterio, enorme mamífero herbívoro que era corriente durante las épocas plioceno y pleistoceno. El espécimen tipo habría sido de aproximadamente 2 metros de altura en las caderas y se estimó que se había acercado a los 9 metros de largo mientras pesaba 5,5 toneladas según la circunferencia de los huesos de sus extremidades, sin embargo, se han realizado estimaciones de menor peso y longitud. Debido a su inusual plan corporal, los descriptores Taquet y Russell sugirieron que se habrían visto superficialmente como un anquilosauriano. El torso era ancho y profundo, con el abdomen tan solo a 0,71 metro sobre el nivel del suelo, su cuello era bastante largo alrededor de 1,6 metros, más largos que en sus parientes debido a que su vértebra cervical era más numerosa y relativamente alargada y su cola relativamente más corta que la de otros ornitópodos. Según el espécimen conocido, Lurdusaurus arenatus tenía una construcción inusualmente pesada en comparación con otros iguanodontes. Sus extremidades anteriores eran proporcionalmente cortas y poderosamente construidas, al igual que sus manos que tenían una uña del pulgar agrandada, sus extremidades posteriores también eran masivas y proporcionalmente cortas, especialmente la parte inferior de la pierna, el pie estaba inusualmente construido porque los metatarsianos carecían de contacto sólido entre sí sugiriendo la presencia de una almohadilla carnosa que soportaba la mayor parte del peso.

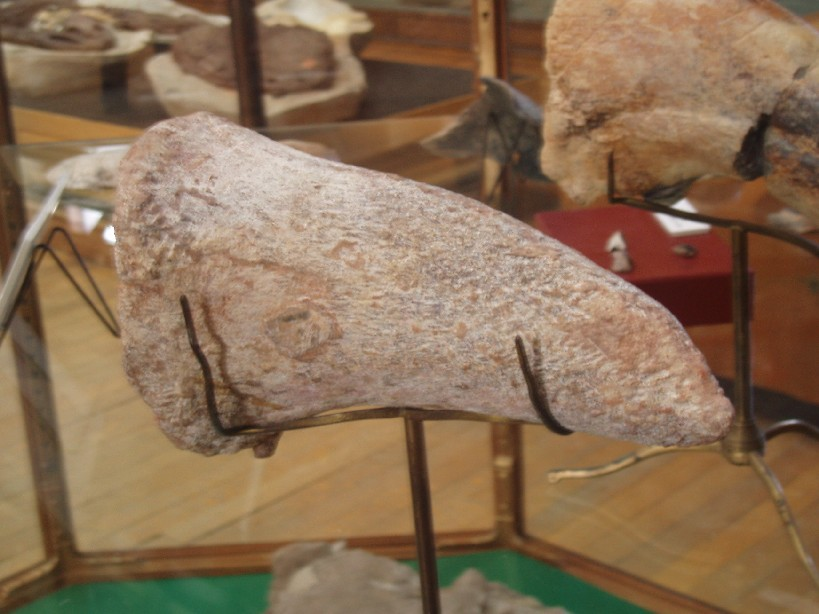
Púa del pulgar del Lurdusaurus arenatus.

Debido a su fuerte y al parecer pesada estructura, Lurdusaurus arenatus era probablemente un animal de movimientos lentos, no construidos para la velocidad. Probablemente no era capaz de escapar de los rápidos depredadores. Sin embargo, su torso bajo y profundo, que lo prohibía huir a grandes velocidades, le habría dado un centro de gravedad bajo, permitiendo que gire sobre repentinamente en círculos cerrados para hacer frente a un atacante. Sus garras del pulgar habrían sido armas formidables, capaces de infligir posiblemente daño fatal a un depredador si un golpe fuera dado al cuello o al flanco.

## Descubrimiento e investigación
La especie tipo, Lurdusaurus arenatus, fue formalizada por Taquet y Russell en 1999, previamente, el animal fue conocido informalmente como "Gravisaurus tenerensis" por Chabli en 1988. Encontrado en la Formación Echkar, Gadoufaoua, Níger. El nombre genérico se deriva del latín lurdus, "pesado", mientras que el nombre específico de la especie tipo, arenatus significa "arenoso", siendo una referencia al desierto de Tenere.
En 1965, Philippe Taquet descubrió los restos de un ornitópodo en las capas de roca de la Formación Elrhaz, en el desierto de Tenere de Níger, que consiste en un esqueleto parcial con un cráneo fragmentario perteneciente a un solo individuo que recibió el número de catálogo GDF 1700, los restos permaneció sin describir hasta 1988 cuando el paleontólogo Souad Chabli acuñó el nombre "Gravisaurus tenerensis" en su disertación inédita sobre el animal, sin embargo, dado que el nombre nunca fue publicado, no es válido, los restos se describieron brevemente y se les dio formalmente el nombre de Lurdusaurus arenatus por Taquet y Dale Russell en 1999, un nombre con etimología similar a "Gravisaurus tenerensis".

## Paleobiología

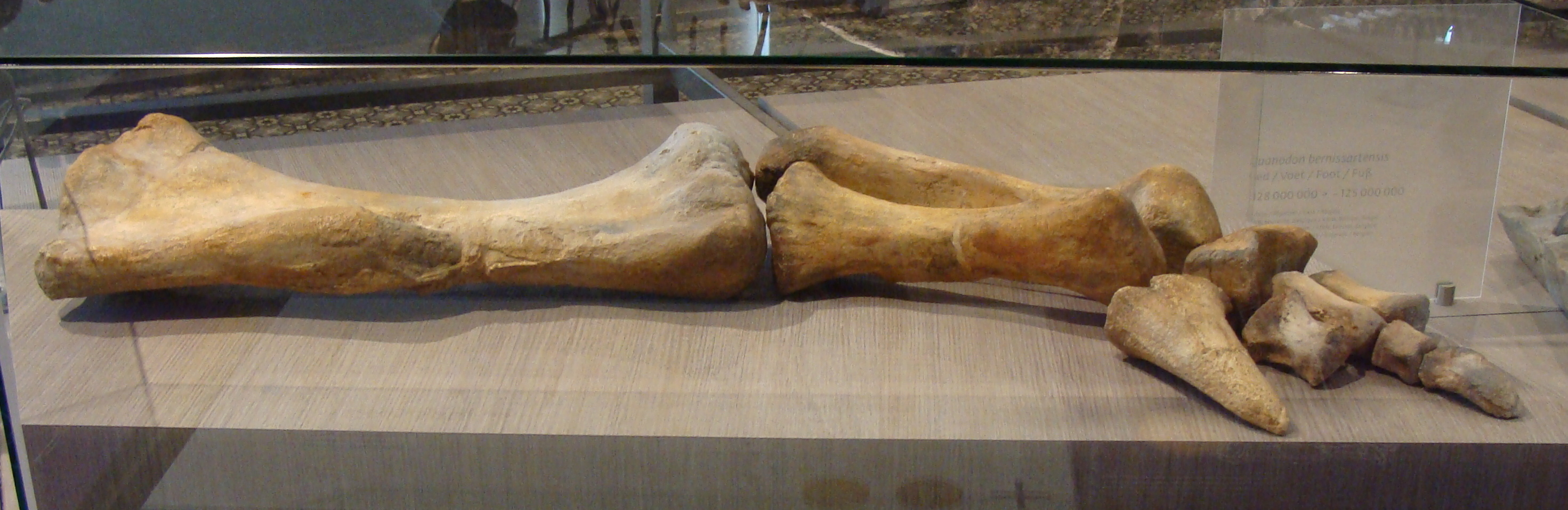
Huesos del brazo de Lurdusaurus en el Real Instituto Belga de Ciencias Naturales.

El paleontólogo Tom Holtz ha especulado que, basándose en sus proporciones corporales y manos extendidas, Lurdusaurus arenatus puede haber llevado un estilo de vida acuático o semiacuático , similar a un hipopótamo. Los fósiles de Lurdusaurus arenatus fueron encontrados en la Formación Elrhaz , data de finales del Aptiano a principios del Albiano del Cretácico temprano período,  Hace aproximadamente 112 millones de años. La estratigrafía de la formación y su fauna acuática sugieren que se trataba de un ambiente fluvial interior, completamente de naturaleza de agua dulce con un clima tropical húmedo. La fauna de dinosaurios nombrada de la región, aparte de Lurdusaurus, consistía en Ouranosaurus, el saurópodo Nigersaurus, el espinosáurido Suchomimus, el carcarodontosáurido Eocarcharia y el abelisáurido Kryptops.  Las aguas además estaban habitadas por los semionotido pescado Pliodetes, así como el cocodriloformo gigante Sarcosuchus.